# Leucobryum cameruniae
Leucobryum cameruniae là một loài rêu trong họ Dicranaceae. Loài này được Müll. Hal. ex Renauld & Cardot mô tả khoa học đầu tiên năm 1900.